# Ambystoma bishopi
Ambystoma bishopi é uma espécie de anfíbio caudado da família Ambystomatidae. É considerada vulnerável pela Lista Vermelha da UICN. Está presente em Flórida e Geórgia (Estados Unidos).